# Northdale (Floride)
Northdale est une census-designated place du comté de Hillsborough, dans l'État de Floride, aux États-Unis,. En 2020, elle compte une population de 23 033 habitants.